# Goševo (gmina Sjenica)
Goševo (cyr. Гошево) – wieś w Serbii, w okręgu zlatiborskim, w gminie Sjenica. W 2011 roku liczyła 54 mieszkańców.